# Nissan Stadium
O Nissan Stadium (antigamente conhecido como LP Field) é  um estádio localizado em Nashville, Tennessee (Estados Unidos). É a casa do time de futebol americano Tennessee Titans, da NFL.

## História

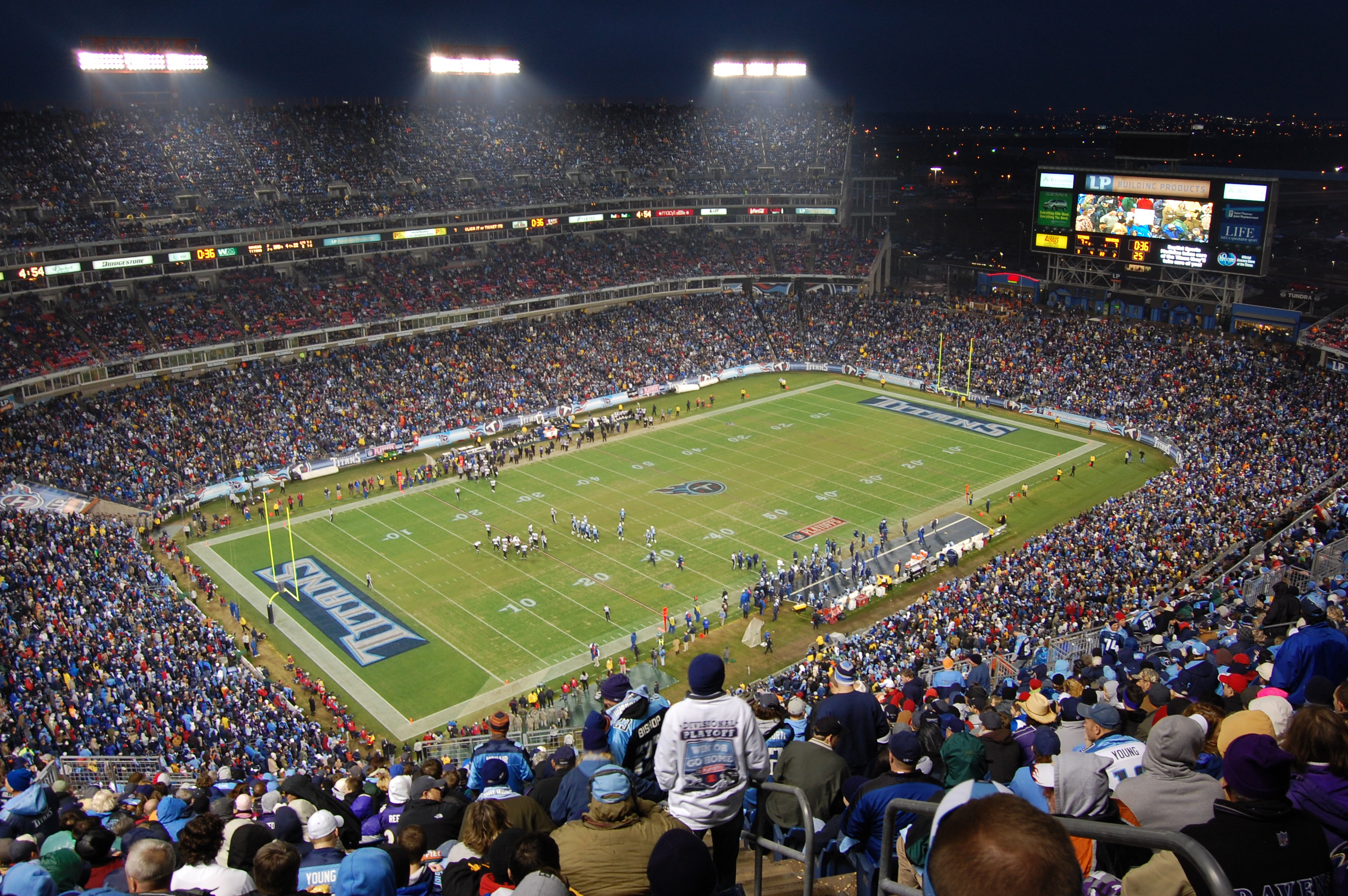
Interior do estádio.

Inaugurado em 27 de agosto de 1999 num jogo entre Titans e Atlanta Falcons, custou US$ 290 milhões na construção e tem capacidade para 69.000 torcedores.
Também foi chamado de Adelphia Coliseum (devido a um contrato de Naming rights com um financeira) entre 1999 e 2002. Com a falência da financeira, passou a ser conhecido simplesmente como The Coliseum até Junho de 2006. A partir de Junho, a empresa de materiais de construção Louisiana-Pacific Corp. (mais conhecido como LP) adquiriu o direito de nome do estádio por 10 anos.
Em 2015, a empresa Nissan comprou os direitos do nome do estádio.